# Шуклино (Курська область)
Шуклино (рос. Шуклино) — присілок в Фатезькому районі Курської області Російської Федерації.
Населення становить 50 осіб. Входить до складу муніципального утворення Солдатська сільрада.

## Історія
Населений пункт розташований на території українського етнічного та культурного краю Східна Слобожанщина.
Від 2004 року входить до складу муніципального утворення Солдатська сільрада.

## Населення
| 1862 | 1905 | 1979 | 1989 | 2002 | 2010 |
| ---- | ---- | ---- | ---- | ---- | ---- |
| 213  | ↗476 | ↘175 | ↘79  | ↘68  | ↘50  |